# Остапенко Іван Петрович
Іва́н Петро́вич Оста́пенко (14 жовтня 1923 — 14 лютого 1964) — радянський військовий льотчик часів Другої світової війни, гвардії капітан. Герой Радянського Союзу (1945).

## Життєпис
Народився в селі Довгеньке, нині Ізюмського району Харківської області.
У лавах РСЧА з 1940 року. У 1942 році закінчив Ворошиловградську військову авіаційну школу пілотів (ВВАШП) імені Пролетаріату Донбасу. На фронті німецько-радянської війни з 25 липня 1942 року. Воював на Північно-Кавказькому, Закавказькому, 4-му Українському та 2-му Білоруському фронтах. Пройшов бойовий шлях від пілота до командира ескадрильї. Двічі (09.1943, 24.07.1944) був поранений. Член ВКП(б) з 1943 року.
До 1 листопада 1944 року командир авіаційної ескадрильї 7-го гвардійського штурмового авіаційного полку 230-ї штурмової авіаційної дивізії 4-ї повітряної армії гвардії капітан І. П. Остапенко здійснив 103 успішних бойових вильоти на літаку Іл-2, у тому числі 84 — на чолі групи від 4 до 9 літаків. Брав участь у 37 повітряних боях, в ході яких його екіпаж збив особисто 3 та у складі групи — 1 винищувач супротивника.
У грудні 1944 року направлений на навчання до Військової академії командного і штурманського складу ВПС РСЧА, яку закінчив у 1948 році. Продовжив військову службу в частинах ВПС СРСР, викладав у Ворошиловградському військовому авіаційному училищі льотчиків (ВВАУЛ). Трагічно загинув.

## Нагороди
Указом Президії Верховної Ради СРСР від 23 лютого 1945 року «за зразкове виконання бойових завдань командування на фронті боротьби з німецькими загарбниками та виявлені при цьому відвагу і героїзм» гвардії капітанові Остапенку Івану Петровичу присвоєне звання Героя Радянського Союзу з врученням ордена Леніна і медалі «Золота Зірка».
Також нагороджений двома орденами Червоного Прапора (07.12.1943, 24.10.1944), орденами Олександра Невського (15.06.1944), Вітчизняної війни 2-го ступеня (12.02.1943), чотирма орденами Червоної Зірки (08.12.1942, 22.02.1955, 30.12.1956, 22.02.1963) і медалями.

## Вшанування пам'яті
Ім'ям Івана Остапенка були названі вулиці в Луганську та Харкові.